# Gaëtan Bruel
Pour les articles homonymes, voir Bruel.
Gaëtan Bruel, né en 1988, est un haut fonctionnaire français.
Ancien directeur de cabinet de Rachida Dati, il est nommé à la présidence du CNC en février 2025, succédant ainsi à Olivier Henrard, qui était devenu président par intérim en juin 2024 après la démission de Dominique Boutonnat.

## Biographie
Ancien élève de l'EHESS et de l'ENS Ulm (2009 L), il rejoint le cabinet de Jean-Yves Le Drian, alors ministre de la Défense. Il travaille ensuite à la direction du Panthéon et de l’Arc de triomphe avant de retrouver Le Drian au Quai d'Orsay. Pendant la pandémie de Covid, il lance la Villa Albertine aux États-Unis. Il passe ensuite par le cabinet de Gabriel Attal au ministère de l'Éducation et celui de Rachida Dati à la Culture.

## Décoration
- Commandeur de l'ordre des Arts et des Lettres ex officio en tant que directeur de cabinet de la ministre de la Culture et donc membre du conseil de l'ordre des Arts et des Lettres (2024)[6].